# Crema cioccolato e pa...prika
Crema cioccolato e pa...prika é um filme italiano de 1981, dirigido por Michele Massimo Tarantini.

## Sinopse
O professor Bonifazi é o director de uma clínica de luxo, gerida pelo sobrinho Michele que, por meio de uma fábrica de tomates enlatados, situada ao lado, serve um florescente negócio de transferência ilegal de capitais para o estrangeiro. A chegada de "Bebè", uma bela nuticionista, vai lançar a confusão na clínica.

## Elenco
- Barbara Bouchet: Eleonora
- Renzo Montagnani: dr. Osvaldo
- Silvia Dionisio: Bebè Moretti
- Franco Franchi: Matteo
- Ciccio Ingrassia: Ossobuco
- Giorgio Bracardi:
- Alberto Farnese:
- Giuseppe Greco: Michele Bonifaci